# Замак Урсино
Замак Урсино је средњовековно утврђење у Катанији (Сицилија, јужна Италија) правоугаоне основе, са високим кружним кулама на угловима и отвореним унутрашњим двориштем.

## Историјат
Изграђен је између 1239. и 1250. године, као један од краљевских двораца цара Фридриха II, краља Сицилије, на крају турбулентног времена на Сицилији који је уследио после смрти Фридриховог претходника Вилијама II. Локални господари покушавали су да одбрани независност, па је Фридрих II наредио 1220. године уништење свих тврђава на Сицилији које не припадају краљу. Замак Урсино је изграђен да изрази власт краља, као и за одбрану града, тадашње престонице Сицилије, и сматран је неосвојивим у то време.
Године 1295, за време сицилијанске вечерње у замку је одржана скупштина која је прогласила краља Сицилије Ђаума II од Арагона свргнутим, а за краља прогласила Фридриха III. Следеће године замак је запосео Роберт Анжујски, али је касније пао у Арагонске руке.
Краљ Фридрих III боравио је у замку, као и његови наследници Педро II, Лудовик, Фридрих IV Сицилијански и Марија. У замку је био и двор краља Мартина I.
Када је Катанија престала да буде престоница Сицилије и појавило се ватрено оружје, замак је изгубио своју војну улогу и био је коришћен као затвор. Урсино је једна од ретких грађевина у Катанији која је преживела земљотрес 1693. године.
У доба градње замак је био на литици уз море, међутим, као резултат вулканске ерупције и земљотреса, данас је око километар у унутрашњости. Бивши шанац је у XVII веку био је испуњен лавом после ерупције Етна. Данас се замак може учинити необичан посетиоцима окружен улицама и продавницама на типичном катанијском тргу.

## Коришћење
Сада је у замку музеј (Museo civico di Catania) и галерија локалне уметности. У музеју су изложени предмети и уметничка дела из замка, као и из ширег географског подручја. Експонати потичу из класичне ере па надаље и представљају различите утицаје присутне током историје Сицилије.

## Галерија
- Грчки лекит са црним фигурама, 510. година п. н. е.
- Алегорија Африке (римски мозаик из првог века н.е.).
- Колосалн римски торзо (1. век не.).
- Херакле, римска статуа (2. век не).
- Одисеј са друговима ослепљује Полифема, рељеф на римском саркофагу из 3. века не.
- Пути око натписа "VTERE / FELICITER"= уживај у животу (римски мозаик из 4. века).
- Ignazio Paternò-Castello, мермерна скулптура Антонија Калија (19. век).